# 秋田日産自動車
秋田日産自動車株式会社（あきたにっさんじどうしゃ）は、秋田県秋田市に本社を置く日産自動車の販売会社。

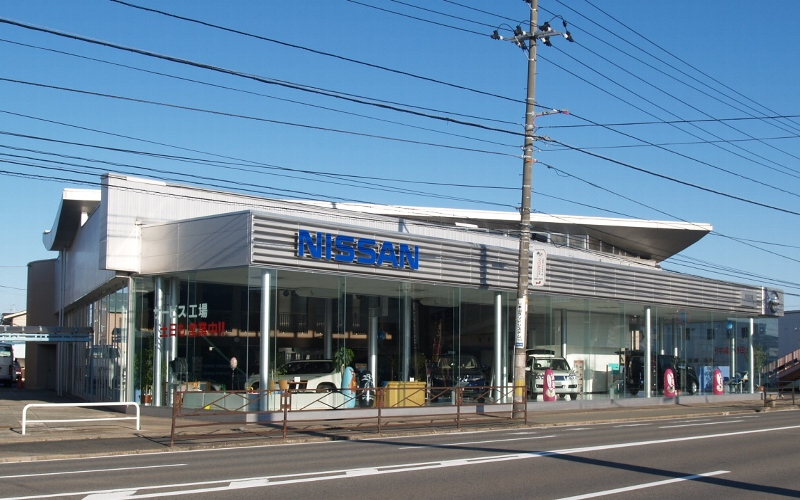
ラ・カージュ店

## 概要
秋田県内の日産系自動車ディーラーとしては最古の歴史を有する。三傳商事の関連会社。
1990年3月には、当時社長であった三浦廣巳の肝いりで従来のカーショールームとは一線を画する郵便局やレストランを併設した複合施設ラ・カージュをオープンさせた。

## 沿革
- 1937年（昭和12年）3月15日 - 秋田市茶町梅ノ丁7番地[3]に株式会社秋田国産自動車商会として設立[4]。
- 1938年（昭和13年）12月31日 - 秋田日産自動車株式会社に商号変更[5]。
- 1942年（昭和17年）5月 - 戦時統制により、秋田トヨタ自動車[6]と統合し秋田自動車配給株式会社となる。秋田日産自動車は事実上の休眠会社に。
- 1946年（昭和21年）
  - 9月 - 日産自動車特約販売店として業務再開。
  - 10月- 本社を秋田市川尻町[7]に移転すると伴に、秋田日産自動車販売株式会社に商号変更。
- 1947年（昭和22年）7月 - 秋田日産自動車株式会社に商号変更。
- 1951年（昭和26年）5月 - 民生デイゼル工業（現在のUDトラックス）の特約店となる。
- 1952年（昭和27年）7月 - 本社を秋田市上肴町[8]に移転。
- 1954年（昭和29年）1月 - 共同出資により合資会社秋田日光モータース（現在の秋田スズキ）を設立。
- 1956年（昭和31年）10月 - 羽後ニッサンモーター株式会社（現在の羽後日産モーター）を設立。
- 1962年（昭和37年）12月 - 羽後日産モーターとの共同出資により、株式会社仙北日産自動車商会を設立。
- 1966年（昭和41年）9月 - 本社を秋田市泉字大橋[9]に移転。
- 1969年（昭和44年）
  - 1月 - 本社敷地内に秋田新国道郵便局が開局。
  - 11月 - 日産ディーゼル秋田販売株式会社（現在のUDトラックスジャパン秋田支店）を設立。
- 1971年（昭和46年）9月 - 日産チェリー秋田販売株式会社を設立。
- 1983年（昭和58年）1月 - 自動車中古部品販売部門を分離し、秋田日産商事（通称もぎとりセンター、現在のカイテン）を設立。
- 1989年（平成元年）
  - 6月10日 - 本社社屋改装工事を開始[10]。
  - 6月12日 - 本社仮事務所を秋田市八橋鯲沼町5-35に移転[10]。
- 1990年（平成2年）3月 - 本社社屋を含む複合施設「秋田日産コンプレックス」（ラ・カージュ）竣工。
- 1999年（平成11年）4月 - 日産店からブルーステージ店に転換。
- 2002年（平成14年）8月 - カルロス・ゴーンが本社を訪問[11]。
- 2009年（平成21年）3月 - 秋田市広面にあったラ・カージュ城東店とルノー秋田が閉店。
- 2014年（平成26年）8月 - 旧秋田日産自動車(株）の自動車事業部門のみを分社し、事業所その他一切を引き継いで新会社を新たに設立。
- 2017年（平成29年）10月 - 本社を、秋田日産コンプレックス所在地から臨海店所在の敷地内に移転。
- 2021年（令和3年）12月29日 - この日をもって、秋田北店を閉店。
- 2022年（令和4年）7月8日 - 秋田県と日産自動車、県内日産系ディーラー4社にて「災害時の電気自動車（EV）貸与に関する連携協定」を締結[12]。

## 事業所
- 鹿角店/鹿角市十和田錦木字室田43-2
- 大館店/大館市根下戸新町19-71
- 能代店/能代市字後谷地9-25
- 臨海店/秋田市寺内字大小路207-38
- ラ・カージュ店/秋田市八橋鯲沼町1-59
- 秋田南店/秋田市仁井田目長田3-1-41
- 本荘店/由利本荘市出戸尻21-5
- にかほ店/にかほ市平沢字舟橋１２－２
- 大曲店/大仙市若竹町２３－４４
- 角館店/仙北市田沢湖小松字城廻４０－２２
- 横手店/横手市横手町字上真山144
- 湯沢店/湯沢市南台1-4
- 本社(事務所)/秋田市寺内字大小路207-38　秋田日産臨海店２階

### 秋田県内の他日産車販売店
- 羽後日産モーター
- 日産プリンス秋田販売
- 日産サティオ秋田